# Nilobezzia fusca
Nilobezzia fusca är en tvåvingeart som beskrevs av Jean-Jacques Kieffer 1921. Nilobezzia fusca ingår i släktet Nilobezzia och familjen svidknott.
Artens utbredningsområde är Sudan. Inga underarter finns listade i Catalogue of Life.